# Йоничі
Йо́ничі — село в Україні, у Львівському районі Львівської області. Населення становить 147 осіб. Орган місцевого самоврядування — Рава-Руська міська рада.

## Історія
До середини XIX ст. Йоничі входили до складу Старого Села, що було присілком села Кам'янки-Волоської. Після 1940 року утворено окреме село.

## Постаті
- Федус Микола Миколайович (29.04.1995—05.09.2014) — солдат 80-ої ОДШБ Збройних сил України, учасник російсько-української війни. Загинув поблизу с. Цвітні Піски, Луганського району, Луганської області. Був похований як невідомий захисник в м. Старобільськ, Старобільського району, Луганської області. Перепоховали захисника в липні 2015 в с. Старе Село.